# Shock'n Y'all
| Críticas profissionais | Críticas profissionais |
| Pontuações agregadas   | Pontuações agregadas   |
| Fonte                  | Avaliação              |
| ---------------------- | ---------------------- |
| Metacritic             | (71/100)               |
| Avaliações da crítica  |                        |
| Fonte                  | Avaliação              |
| 411Mania               | (8/10)                 |
| About.com              | [ 3 ]                  |
| Allmusic               | [ 4 ]                  |
| Blender                | [ 1 ]                  |
| E! Online              | C                      |
| Entertainment Weekly   | B                      |
| Los Angeles Times      | [ 6 ]                  |
| People                 | [ 7 ]                  |
| Plugged In             | (mista)                |
| Rolling Stone          | [ 9 ]                  |
| The Village Voice      | (positiva)             |

Shock'n Y'all é um álbum de country music do músico Toby Keith, lançado em 2003. O álbum apresenta 10 faixas de estúdio e 2 ao vivo. O álbum foi certificado Platina 4× nos EUA por remessas superiores a 4 milhões de unidades.
"I Love This Bar", "American Soldier" e "Whiskey Girl" foram as três faixas do álbum a ser lançadas como singles, e todas chegaram a número um no na Hot Country Songs. "I Love This Bar" tem inspirado uma cadeia de restaurantes que Keith lançou com o nome de I Love This Bar and Grill.

## Faixas
1. "I Love This Bar" (Toby Keith, Scotty Emerick) - 5:35
2. "Whiskey Girl" (Keith, Emerick) - 3:59
3. "American Soldier" (Keith, Chuck Cannon) - 4:23
4. "If I Was Jesus" (Cannon, Phil Madeira) - 3:44
5. "Time for Me to Ride" (Keith, Cannon) - 5:22
6. "Sweet" (Keith, Emerick, Cannon) - 3:06
7. "Don't Leave (I Think I Love You)" (Keith, Ronnie Dunn) - 3:46
8. "Nights I Can't Remember, Friends I'll Never Forget"  (Keith, Emerick) - 4:00
9. "Baddest Boots" (Keith) - 4:23
10. "The Critic" (Keith) - 4:02
11. "The Taliban Song" (Keith, Emerick) - 3:58A
12. "Weed with Willie" (Keith, Emerick) - 4:03A

## Desempenho nas tabelas
| Tabela (2003)                | Melhor posição |
| ---------------------------- | -------------- |
| Billboard Top Country Albums | 1              |
| Billboard 200                | 1              |